# Сапы (городской округ Семёновский)
Са́пы — опустевшая деревня в городском округе Семёновский в северной части Нижегородской области России. Входит в состав административно-территориального образования Пафнутовский сельсовет

## География
Деревня расположена на левом берегу реки Сапихи, в 4 км от административного центра сельсовета — Пафнутово и 55 км от областного центра — Нижнего Новгорода.

## Климат
Климат умеренно континентальный со снежной холодной зимой и влажным нежарким летом. Средняя температура воздуха в январе — −12,9 °C, в июле — +18,4 °C.
В среднем за год выпадает 550—600 миллиметров осадков. В условиях прохладного и пасмурного лета, когда потери влаги на испарение невелики, может наблюдаться избыточное увлажнение.

## Население
| 2002 | 2010 |
| ---- | ---- |
| 2    | ↘0   |

## Инфраструктура
Было личное подсобное хозяйство.

## Транспорт
Просёлочная дорога.